# Elección al Senado de los Estados Unidos en Oklahoma de 2022
La elección del Senado de los Estados Unidos de 2022 en Oklahoma se llevó a cabo el 8 de noviembre de 2022 para elegir a un miembro del Senado de los Estados Unidos para representar al estado de Oklahoma. Las elecciones primarias para las nominaciones de los partidos Republicano, Demócrata y Libertario se llevarán a cabo el 28 de junio de 2022. Las elecciones de segunda vuelta donde ningún candidato recibe más del 50% de los votos están programadas para el 23 de agosto si es necesario. Todos los candidatos debían presentarse entre los días 13 y 15 de abril de 2022.
El senador republicano titular James Lankford fue elegido por primera vez en las elecciones especiales de 2014 con el 68% de los votos, reemplazando al republicano Tom Coburn. Lankford ganó la reelección para un primer mandato completo en 2016 con el 68 % de los votos.